# Varbitsa (obchtina)
Varbitsa (bulgare : Върбица) est une obchtina de l'oblast de Choumen en Bulgarie.